# Yaroslav Rakitskiy
Yaroslav Volodymyrovych Rakitskiy (em ucraniano:  Ярослав Володимирович Ракицький; em bielorrusso:  Яраслаў Уладзіміравіч Ракіцкі; Pershotravensk, 3 de agosto de 1989) é um futebolista ucraniano que atua como zagueiro. Atualmente está sem clube.

## Carreira

### Shakhtar Donetsk
Yaroslav Rakitskiy passou pelas categorias de base do Samara-Meteoryt Pavlohrad e do UOR Donetsk, tendo ingressado no Shakhtar Donetsk ainda na base.
Promovido ao time principal do Shakhtar em 2009, realizou sua estreia numa partida contra o Odesa, válida pela Copa da Ucrânia. Em 2010, Rakitskiy foi escolhido uma das maiores promessas do futebol. O zagueiro foi o 71º da lista, feita pela revista espanhola Don Balón.

### Zenit
Depois de dez temporadas e meia no Shakhtar, Rakitskiy foi contratado pelo Zenit em janeiro de 2019. O jogador, que assinou por três temporadas, passou a ser considerado um "traidor" assim como Anatoliy Tymoshchuk, outro futebolista ucraniano que defendeu um clube russo.
Em março de 2022, logo após a invasão da Ucrânia pela Rússia, Rakitskiy rescindiu seu contrato e deixou o Zenit em comum acordo.

## Seleção Ucraniana
Rakitskiy fez sua estreia com a camisa da Seleção Ucraniana em 2009, após passar pelas Seleções Sub-20 e Sub-21 do país. Marcou seu primeiro gol em outubro do mesmo ano, contra Andorra.
Disputou seu primeiro torneio pela Ucrânia em 2012, quando foi convocado por Oleg Blokhin para a Eurocopa. Quatro anos depois, foi convocado por Mykhaylo Fomenko para a disputa da Euro 2016, realizada na França.
Depois de ser contratado pelo Zenit, em 2019, parou de ser convocado por causa dos conflitos políticos entre Ucrânia e Rússia.

## Títulos
Shakhtar Donetsk
- Campeonato Ucraniano: 2009–10, 2010–11, 2011–12, 2012–13, 2013–14, 2016–17, 2017–18, 2018–19 e 2022–23
- Supercopa da Ucrânia: 2010, 2012, 2013, 2014, 2015 e 2017
- Copa da Ucrânia: 2010–11, 2011–12, 2012–13, 2015–16, 2016–17 e 2017–18

Zenit
- Premier League Russa: 2018–19, 2019–20, 2020–21 e 2021–22
- Copa da Rússia: 2019–20
- Supercopa da Rússia: 2020 e 2021